# Église Saint-Pierre de Carville
 (mars 2018).
Si vous disposez d'ouvrages ou d'articles de référence ou si vous connaissez des sites web de qualité traitant du thème abordé ici, merci de compléter l'article en donnant les références utiles à sa vérifiabilité et en les liant à la section « Notes et références ».
L'église Saint-Pierre de Carville est une église paroissiale aujourd’hui inutilisée située sur la commune de Darnétal dans l’agglomération de Rouen en Normandie. L’église, d'un beau style gothique homogène qui témoigne de la richesse du bourg de Dernestal à la fin du Moyen Âge, a connu de nombreux remaniements durant son histoire. Elle est notamment remarquable pour sa tour finement sculptée dans un style gothique flamboyant du XVe siècle proche de celui développé par le maître-sculpteur rouennais Roulland Le Roux à la même époque pour la Tour de Beurre de la cathédrale Notre-Dame de Rouen. 
La tour-clocher de l’église se trouve aujourd’hui séparée du bâtiment de la nef par la cause d'un incendie survenu en 1562 pendant les guerres de Religion. 
Depuis 2005, l’église, qui souffre de problèmes d'infiltrations, est fermée au culte et attend une restauration.

## Histoire

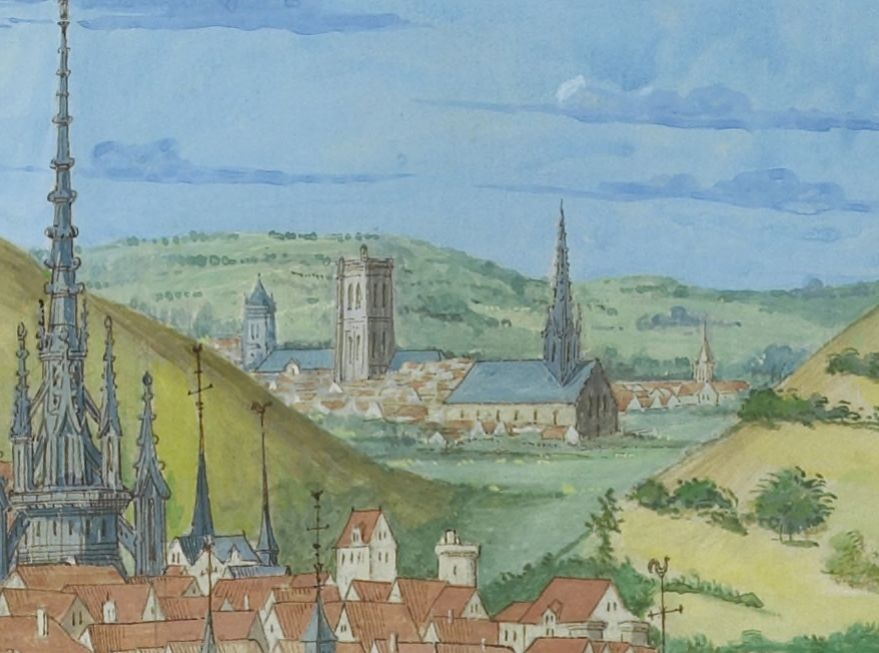
La vallée de Darnétal en 1525 dans le Livre des Fontaines, on aperçoit bien la tour-clocher de l’église dont l’aspect semble avoir peu changé jusqu’à nos jours.

Une première église a été construite à cet emplacement au XIIe siècle, puis une deuxième église est construite à la fin du XVe siècle et au début du XVIe siècle, remplaçant la précédente. 
Incendiée par les huguenots en 1562 lors du siège de Rouen, la tour de l'église est la tour-clocher dite tour Henri-IV a été séparée de l'église lors de la reconstruction de la nef. L'église est du style gothique flamboyant, époque Renaissance.
La tour est classée monument historique depuis 1875, l'église est inscrite en 2011, puis classée le 22 avril 2015.

## Description générale

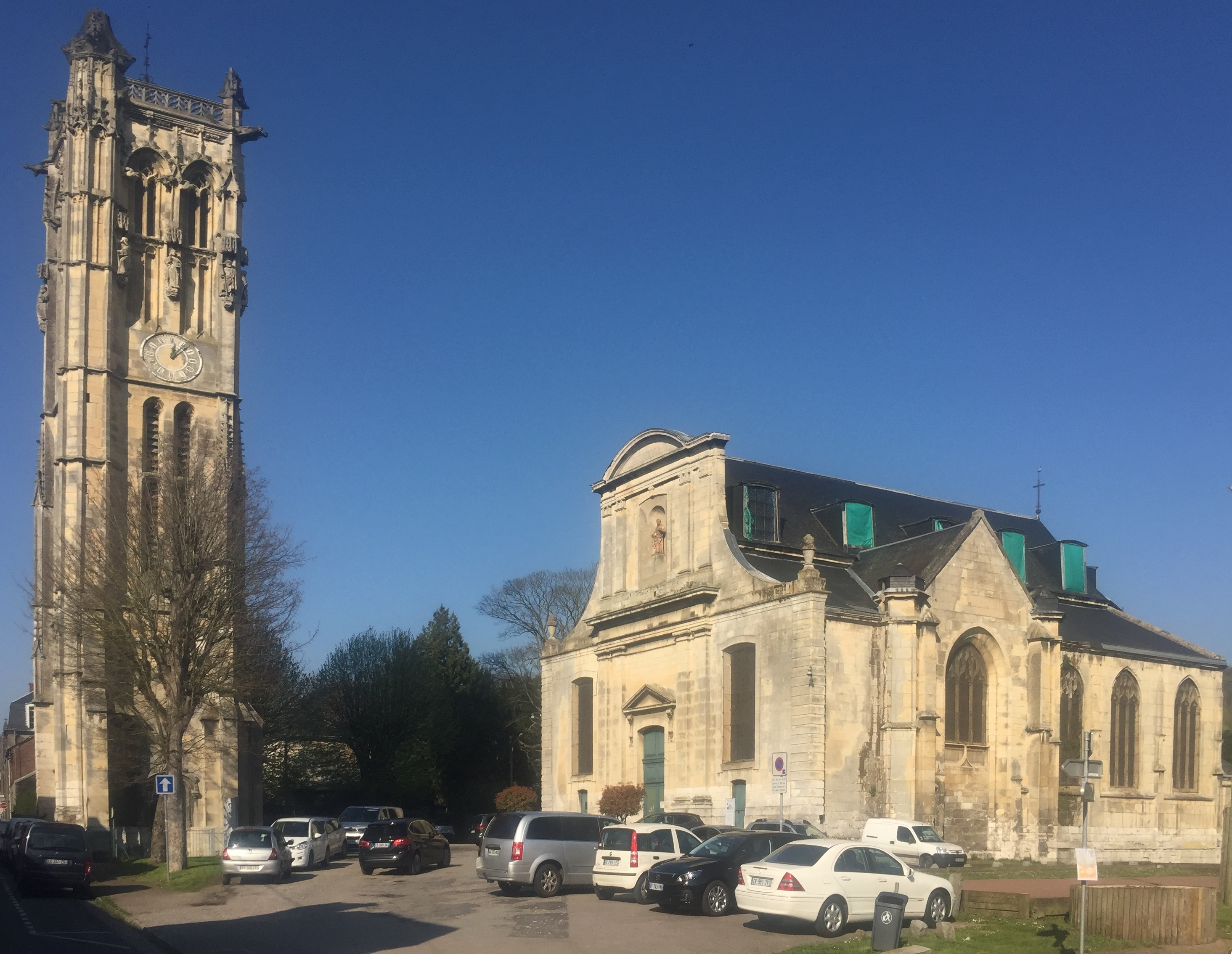
L'église en avril 2019.

La nef de l’église possède trois vaisseaux et est orientée (c’est-à-dire tournée vers l’Orient, vers le Saint-Sépulcre à Jérusalem). 
La tour dite « Henri IV » est séparée du reste de la nef mais son flanc porte encore la trace de la toiture et des jointures qui la rattachaient au reste de la nef.
La façade principale de l'église est une façade à la romaine contrastant avec le reste de l’édifice gothique. Elle est plus récente puisqu’elle s’élève là où continuait à l’origine la nef, c’est-à-dire jusqu’à la tour-clocher.

## Vitraux
Sept vitraux évoquant la vie de Jésus sur des cartons de Georges Mirianon :
- Adoration des mages ;
- La Sainte Famille ;
- Jésus et les docteurs ;
- La pêche miraculeuse ;
- Le coup de lance du centurion ;
- Transfiguration ;
- Béatitudes.